# Hoplobatrachus
Hoplobatrachus is een geslacht van kikkers uit de familie Dicroglossidae. De groep werd voor het eerst wetenschappelijk beschreven door Wilhelm Peters in 1863. Later werd de wetenschappelijke naam Hydrostentor gebruikt.
Er zijn vijf soorten, inclusief de pas in 2012 wetenschappelijk beschreven soort Hoplobatrachus litoralis. Alle soorten komen voor in Afrika in landen ten zuiden van de Sahara en in Azië; zuidelijk China, India, Madagaskar, Maleisië, Myanmar, Thailand. Hoplobatrachus rugulosus is geïntroduceerd op Borneo, Hoplobatrachus tigerinus op het Afrikaanse eiland Madagaskar.

## Soorten
Geslacht Hoplobatrachus
- Soort Hoplobatrachus crassus
- Soort Hoplobatrachus litoralis
- Soort Hoplobatrachus occipitalis
- Soort Hoplobatrachus rugulosus
- Soort Hoplobatrachus tigerinus

Allopaa · 
Chrysopaa · 
Euphlyctis · 
Fejervarya · 
Hoplobatrachus · 
Limnonectes · 
Nannophrys · 
Nanorana · 
Ombrana · 
Quasipaa · 
Sphaerotheca